# Паласиос, Эвер
Эвер Антонио Паласиос Паласиос (исп. Ever Antonio Palacios Palacios; род. 18 января 1969 года в Кали, Колумбия) — колумбийский футболист, выступавший на позиции защитника. Известен по выступлениям за «Депортиво Кали», «Сёнан Бельмаре», «Бояка Чико» и сборную Колумбии. Участник чемпионата мира 1998 года.

## Клубная карьера
Паласиос родился в Кали и начал карьеру в местном клубе «Депортиво Кали». В 1996 году он первый раз стал чемпионом Колумбии. В 1997 году Эвер дебютировал в Кубке Либертадорес. В 1998 он второй раз выиграл кубок Мустанга. Летом того же года Паласиос перешёл в «Атлетико Насьональ». В перовом же сезоне он в третий раз выиграл чемпионат.
В 2000 году Паласиос принял приглашение японского «Сёнан Бельмаре». В новом клубе он провёл четыре сезона, сыграв более 100 матчей. В 2004 году Паласиос перешёл в «Касива Рейсол». За новый клуб он сыграл всего 7 матчей.
В 2005 году Паласиос вернулся в Колумбию, где подписал контракт с «Бояка Чико». В 2008 году он в четвёртый раз стал чемпионом Колумбии. Несмотря на возраст, даже в 40 лет Эвер был футболистом основного состава. В 2011 году он завершил карьеру футболиста.

## Международная карьера
В 1997 года в Паласиос дебютировал за сборную Колумбии. В 1998 году Эвер вновь поехал на первенство мира. На турнире он был основным футболистом и принял участие во всех поединках сборной, против Англии, Туниса и Румынии. Паласиос за национальную команду сыграл 10 матчей и забил 1 гол.

## Достижения
Командные
 «Депортиво Кали»
- Чемпионат Колумбии по футболу — 1996
- Чемпионат Колумбии по футболу — 1998

 «Атлетико Насьональ»
- Чемпионат Колумбии по футболу — 1999

 «Бояка Чико»
- Чемпионат Колумбии по футболу — Апертура 2008